# Víctor Mendoza
Víctor Mendoza Orozco (* 24. Oktober 1940 in Mexiko-Stadt) ist ein ehemaliger mexikanischer Fußballspieler, der vorwiegend im Mittelfeld agierte.

## Laufbahn
Mendoza erhielt seinen ersten Profivertrag bei seinem „Heimatverein“ Club América vor der Saison 1961/62 und stand dort fast während der gesamten 1960er Jahre unter Vertrag. In dieser Zeit gewann er mit den Americanistas in zwei aufeinanderfolgenden Jahren den mexikanischen Pokalwettbewerb (1964 und 1965) und wiederum ein Jahr später (1966) die mexikanische Fußballmeisterschaft.
Nach seinem Weggang von América spielte Mendoza noch für den CF Torreón, den CD Zacatepec, Atlético Español und zuletzt für Américas Erzrivalen CD Guadalajara.

## Erfolge
- Mexikanischer Meister: 1966
- Mexikanischer Pokalsieger: 1964, 1965